# 上海孤儿
上海孤儿，指在中华人民共和国三年困难时期及其後一段時期（一般指1960年至1963年间）被抛掷在常州、无锡、苏州和上海一带各大城市、之后又被转移至内蒙古和华北地区的大量弃婴。
从1959年开始，中国各地均陷入不同程度的粮荒，长江下游的江南地区由于人口稠密，尤其受到影响。在许多农村，家庭所分配到的粮食定额，已不能满足全部成员的生存需求，在这种情况下，许多家庭选择将幼年子女遗弃到城市之中。到1960年，该地区各大城市的福利机构均已收留了数倍于正常年份的弃婴，加上粮食形势日趋严峻，各福利机构已经无力抚养这些弃婴。
时任全国妇联主席的康克清为此问题找到时任中共内蒙古自治区党委第一书记的乌兰夫，希望他能从牧区调拨一些奶粉。但是乌兰夫在请示了国务院总理周恩来之后，做出了更加重大的决定：发动整个内蒙古，将一批孤儿接到牧区，交给牧民抚养。此后，仅仅在1960年一年，内蒙古就安置了2000多名南方来的孤儿。牧民们将他们统称为上海孤儿。
之后，陕西、河北、河南、山东乃至江苏北部等省份和地区也陆续接受了大批江南地区转移来的弃婴。这一次大转移，直到1963年全国粮食形势好转之后才逐渐停息。由于档案材料的缺失，具体人数已无从得考，但是根据有限的材料来推断，总人数当在万人以上。
2021年3月5日，時任中共中央總書記習近平在兩會期間参加第十三届全国人大四次会议内蒙古代表团审议时，提到三千孤儿入内蒙。